# Москвич-444
Москвич-444 — опытный автомобиль, который был разработан конструкторами МЗМА (нынешний завод «Москвич»). Ввиду отсутствия мощностей на МЗМА (завод был полностью загружен производством модели Москвич-407 и др.) производство было налажено на заводе «Комунар» в Запорожье (в дальнейшем ЗАЗ) под маркой ЗАЗ-965 «Запорожец».

## История
Проектирование Москвич-444 началось осенью 1956 года, после этого ещё несколько раз менялась конструкция. На машине стоял не двигатель МЗМА, а МД-65 Ирбитского мотоциклетного завода. Из-за плохих дорожных условий размер шин был увеличен с 12 до 13 дюймов, в результате чего передние колёсные ниши потеснили багажник, а задние почти упёрлись в двигатель. Эта модель имела взаимозаменяемые лобовое и заднее стёкла. На заднем крыле стояла декоративная «гребёнка».
В 1958 году было выпущено несколько образцов с более высоким передним крылом и другой формой облицовки. На эмблеме вместо «444» было написано «650».
Третья модификация вышла в 1959 году, на ней была убрана «гребёнка» и стреловидная подштамповка, сдвигающиеся стёкла заменены опускными, а катафоты у задних фар стояли снизу, а не посередине.
Как оказалось, двигатель был непригоден для машины, ведь он медленно разгонялся до 80 км/час, вместо запланированых 90, а капитальный ремонт требовался уже через 30000 километров. Поэтому на машину планировали ставить двигатели НАМИ-965 и МЗМА, но дальше опытного образца дело не пошло из-за недостатка производственных площадей. Документацию по Москвичу передали заводу «Комуннар» (нынешний ЗАЗ). Конструкцию усовершенствовали и упростили, в результате получился ЗАЗ-965, в народе известный как «Горбатый».
Распространено заблуждение, что автомобиль полностью скопирован с Fiat 600. В реальности прототипами при создании этого автомобиля стали Fiat 600, Фольксваген «Жук» и др. Дизайн экстерьера действительно создан по мотивам итальянца. На этом сходство заканчивается. ЗАЗ-965 (Москвич-444) был больше, имел другие пропорции. Силовая конструкция кузова, трансмиссия, подвеска, двигатель, подвеска двигателя не имели ничего общего с Fiat.